# William Miranda Marín
William Miranda Marín (23 de septiembre de 1940 - 4 de junio de 2010) fue el alcalde de Caguas (Puerto Rico) número veintisiete (27) en ocupar este cargo desde la invasión norteamericana a la isla. Hijo de José Miranda Gómez, un cortador de caña de azúcar, y Rafaela Marín, trabajadora del tabaco. Miranda Marín nació en el barrio Tomás de Castro.
Miranda Marin se graduó de la escuela superior José Gautier Benítez en Caguas en el 1957. Cuatro años después obtuvo un bachillerato de contable de la Universidad de Puerto Rico Recinto Río Piedras. En el 1969 completó su grado en leyes en la Universidad de Puerto Rico Recinto Río Piedras y fue admitido al bufete ? en el 1970.  El alcalde representa al Municipio Autónomo de Caguas en todas sus actividades. 
Las unidades administrativas del Municipio están organizadas en: Oficina del Alcalde, Oficina del Vicealcalde, Oficinas Asesoras, Oficina de la Administradora de la Ciudad y las Secretarías con sus Departamentos.
- Datos: Q8015676